# Machimus sagittarius
Machimus sagittarius är en tvåvingeart som först beskrevs av Villeneuve 1930.  Machimus sagittarius ingår i släktet Machimus och familjen rovflugor. Inga underarter finns listade i Catalogue of Life.